# Lämpersberg
Der Lämpersberg oder Lempersberg ist ein wenig ausgeprägter Nachbargipfel der Rotwand. Der höchste Punkt kann kurz weglos von Süden über eine Bergwiese, die zur Wallenburgalm gehört, von einem nahen Steig aus erreicht werden. Auf der Nordseite fällt der Lämpersberg dagegen steil zur Kleintiefentalalm ab.